# Відмова від дитини (поняття)

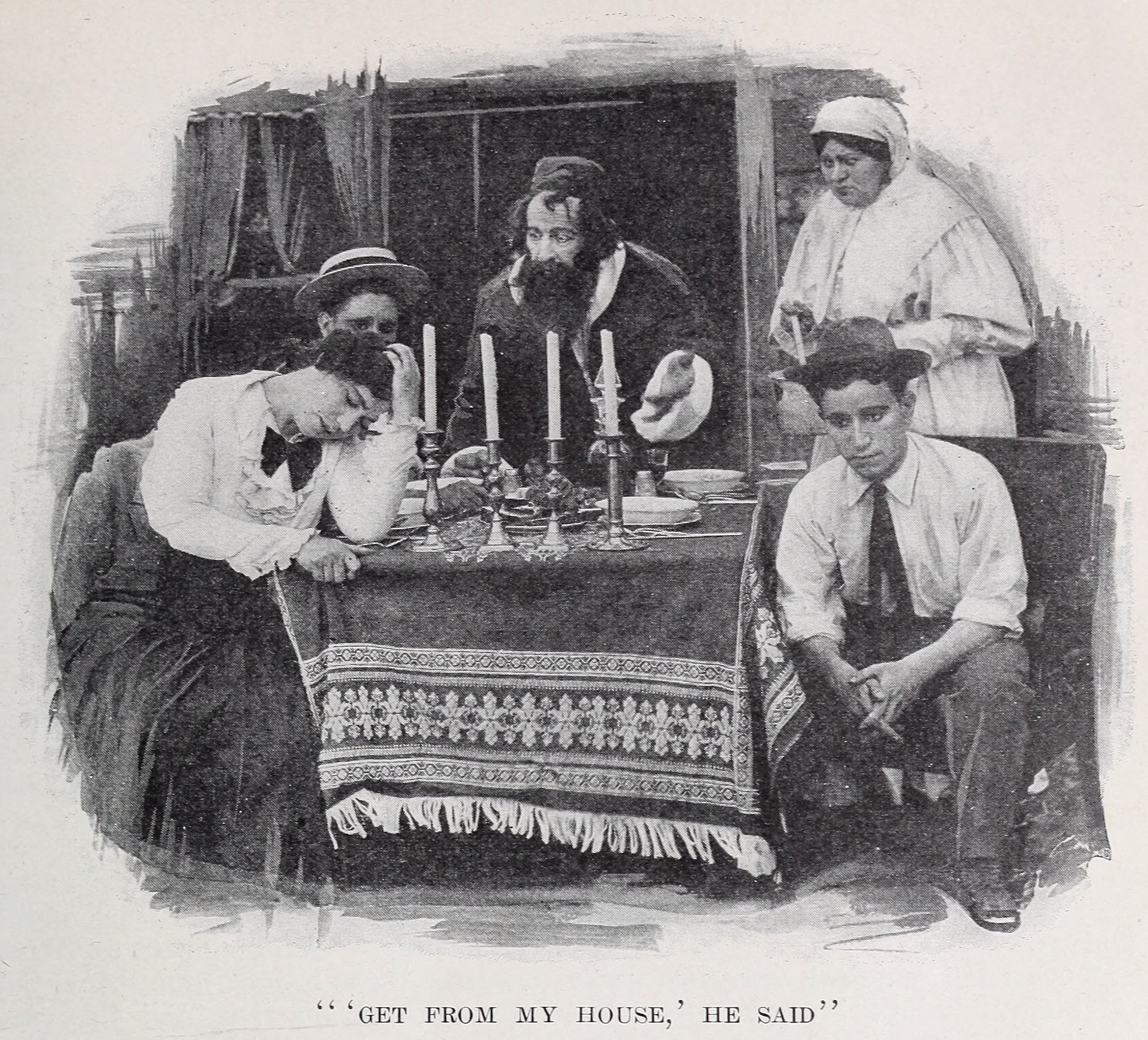
Батько зрікається своєї доньки у фільмі 1913 року «Єврейське Різдво»

Відмова від дитини — ситуація, коли батьки відмовляються або більше не приймають дитину як члена сім'ї. Відрізняється від того, щоб віддати дитину на усиновлення. Це соціальний та міжособистісний акт, який, як правило, відбувається пізніше у житті дитини. Серед іншого, це не передбачає жодної відповідальності за майбутню турботу, що робить його схожим на розлучення чи відмови від участі чоловіка/дружини. Зречення від дитини може спричинити позбавлення спадщини, вигнання з сім'ї або уникання , а часто і всі три.
Зречення від дитини часто є табу. У багатьох країнах це є формою відмови від дитини і є незаконною, коли дитина є неповнолітньою.
У окремих випадках суспільство та його інститути приймають акт зречення. Наприклад, британський політик Лео Амери  мав двох дорослих синів, причому обидва були юнаками під час Другої світової війни; один воював у британських військах, а інший, Джон Амері, перейшов на бік Німеччини та транслював пропагандистські радіопередачі на його батьківщину. Після закінчення війни в 1945 році Амері був відданий суду і страчений за зраду, після чого його батько попросив і отримав дозвіл від редакції Who is Who змінити дані своєї затвердженої біографії з двох синів на одного сина.